# Епаф
Епаф (грец. Έπαφος) — син Зевса та Іо.
Народився на берегах Нілу. На прохання Гери, яка хотіла вбити ненависну суперницю та її дитину, курети викрали й заховали хлопчика, але Зевс знищив їх, і незабаром мати знайшла сина в Сирії. Пізніше Епаф став володарем у Єгипті, одружився з дочкою Нілу Мемфісою та побудував нове місто Мемфіс. Від Епафа Мемфіса народила дочку Лібію (Лівію), ім'ям якої названо країну Лівію.
Міф про Епаф — це відгомін єгипетських легенд: Іо, обернена в корову, відповідає єгипетській Ісіді, а Епаф — бикові Апісу,